# Copa Federación 2012 (voleibol)
La II Copa Federación se llevó a cabo del 29 de junio al 1 de julio de 2012 en el Coliseo Niño Héroe Manuel Bonilla de la ciudad de Lima, Perú. La selecciones Sub-20 de Colombia y Perú representaron a la Confederación Sudamericana de Voleibol; mientras que las de Cuba y República Dominicana, a la NORCECA.

## Equipos participantes
- Colombia
- Cuba
- Perú
- República Dominicana

## Fase única

### Resultados
| Fecha    | Encuentro                       | Resultado | Set   | Set   | Set   | Set   | Set   | Puntuación total |
| Fecha    | Encuentro                       | Resultado | 1     | 2     | 3     | 4     | 5     | Puntuación total |
| -------- | ------------------------------- | --------- | ----- | ----- | ----- | ----- | ----- | ---------------- |
| 29-06-12 | República Dominicana - Cuba     | 3-1       | 22-25 | 25-15 | 25-20 | 25-20 |       | 97-80            |
| 29-06-12 | Colombia - Perú                 | 3-0       | 22-25 | 25-27 | 21-25 |       |       | 75-68            |
| 30-06-12 | Colombia - Cuba                 | 3-0       | 25-15 | 26-24 | 25-22 |       |       | 76-61            |
| 30-06-12 | Perú - República Dominicana     | 2-3       | 24-26 | 17-25 | 25-17 | 25-18 | 08-15 | 99-101           |
| 01-07-12 | Colombia - República Dominicana | 3-2       | 25-17 | 23-25 | 20-25 | 25-23 | 15-11 | 108-101          |
| 01-07-12 | Perú - Cuba                     | 3-0       | 25-12 | 25-22 | 25-17 |       |       | 75-51            |

### Clasificación
| Pos | Equipo               | PJ | PG | PP | SF | SC | PTS |
| --- | -------------------- | -- | -- | -- | -- | -- | --- |
| 1   | Colombia             | 3  | 3  | 0  | 9  | 2  | 6   |
| 2   | República Dominicana | 3  | 2  | 1  | 8  | 6  | 5   |
| 3   | Perú                 | 3  | 1  | 2  | 5  | 6  | 4   |
| 4   | Cuba                 | 3  | 0  | 3  | 1  | 9  | 3   |

## Campeón
| Colombia           |
| Campeón            |
| Colombia 1º título |

## Clasificación general
| Pos | Equipo               |
| --- | -------------------- |
|     | Colombia             |
|     | República Dominicana |
|     | Perú                 |
| 4   | Cuba                 |

| Predecesor: Perú 2009 | Copa Federación II edición | Sucesor: No se ha anunciado |

- Datos: Q5392094